# Камбара (муниципалитет)
Камбара (порт. Cambará) — муниципалитет в Бразилии, входит в штат Парана. Составная часть мезорегиона Север Пиунейру-Паранаэнси. Входит в экономико-статистический микрорегион Жакарезинью. Население составляет 23 773 человека на 2006 год. Занимает площадь 366,173 км². Плотность населения — 64,9 чел./км².
Праздник города — 21 сентября.

## Статистика
- Валовой внутренний продукт на 2003 год составляет 224 260 437,00 реалов (данные: Бразильский институт географии и статистики).
- Валовой внутренний продукт на душу населения на 2003 год составляет 9625,33 реалов (данные: Бразильский институт географии и статистики).
- Индекс развития человеческого потенциала на 2000 год составляет 0,769 (данные: Программа развития ООН).

## География

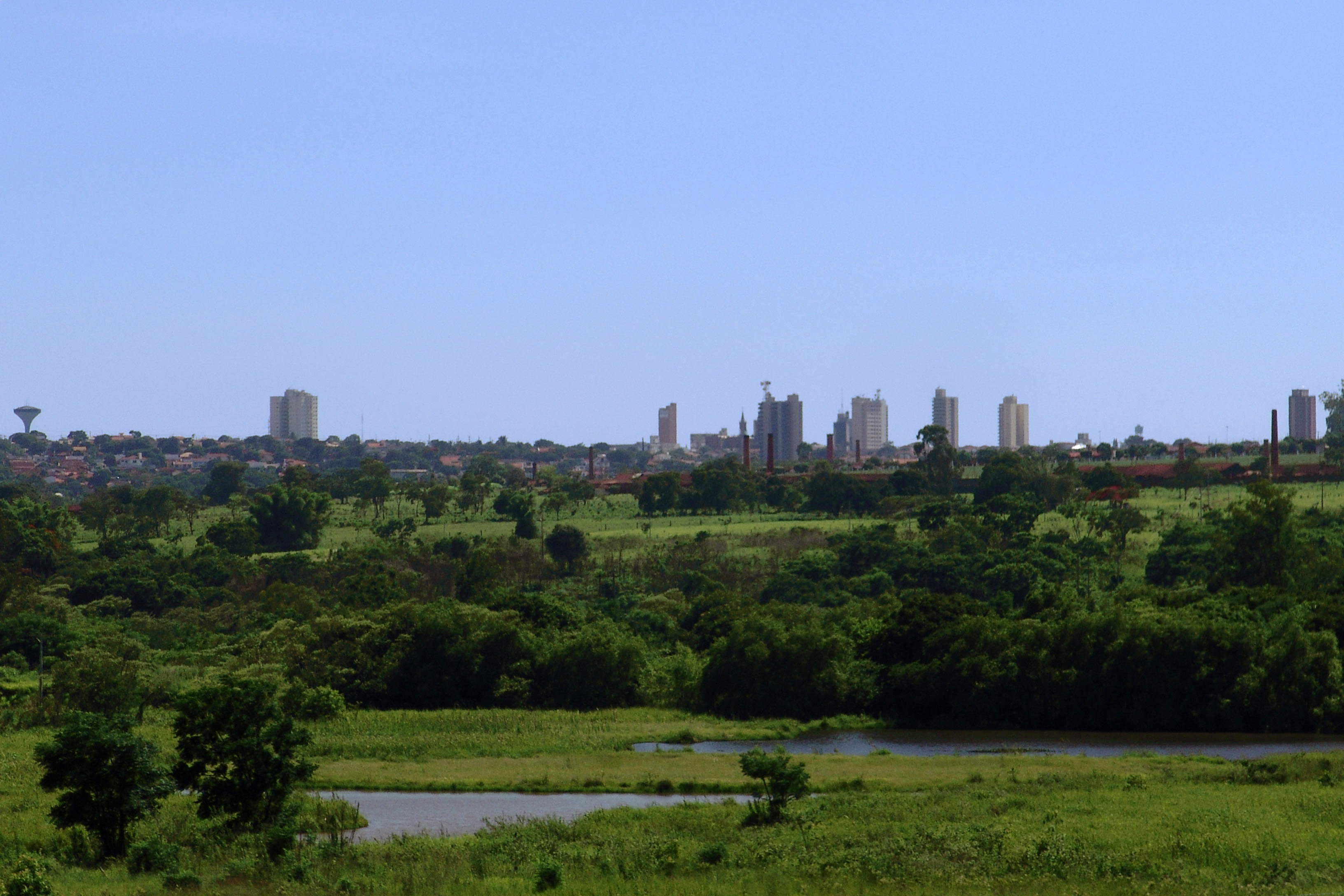

Климат местности: субтропический.